# Nuno Alvares Pereira

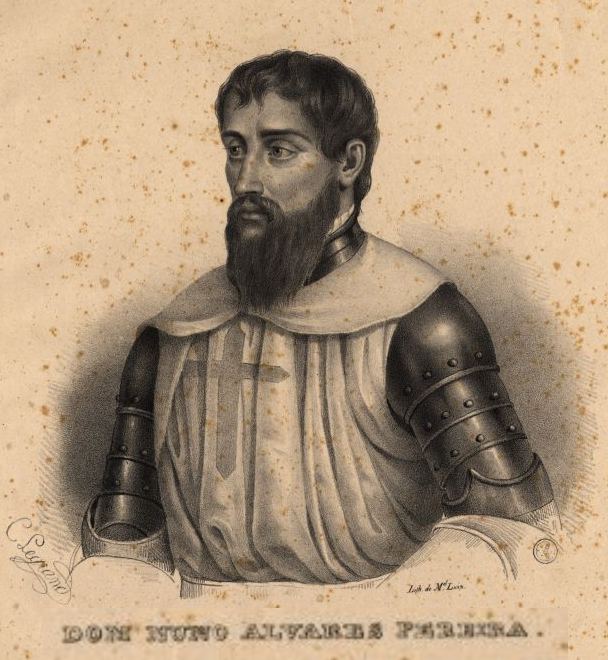
Nuno Alvares Pereira

Nuno Álvares Pereira (Quinta do Bonjardim, 24 juli 1360 – Lissabon, 1 april 1431) was een Portugees veldmaarschalk die in de Slag bij Aljubarrota een Castiliaanse overmacht versloeg en later monnik werd.

## Jeugd
Nuno Alvares Pereira stamde uit de Portugese adel. Zijn grootvader was aartsbisschop van Braga. Hij stamde af van Ferdinand I van Castilië en van Karel de Grote.
Toen hij pas 13 was, vocht hij al tegen de Castilianen, hoewel dit eerder in kleine schermutselingen aan de grens was.
Toen hij 17 was, trouwde hij met Leonor de Alvim. Ze kregen één dochter, Beatriz, die trouwde later met Afonso, de natuurlijke zoon van Johan I van Portugal. Zo was hij stamvader van het huis Bragança.

## Strijd tegen de Castilianen
Hij steunde de aanspraak van de latere Johan I van Portugal op de troon en stopte de Castilianen in de Slag bij Atoleiros in april 1384 en de slag bij Transcoso in 1385. Johan van Portugal benoemde hem tot veldmaarschalk en opperbevelhebber en verleende hem de titel van graaf, hoewel hij pas 23 jaar was.
Zijn belangrijkste overwinning was de Slag bij Aljubarrota op 14 augustus 1385, waar 5.500 Portugezen 31.000 Castilianen versloegen door goed gebruik van terreinvoordeel.
Nadien volgden nog kleine acties tegen Castiliaanse steden. Vrede werd pas in 30 oktober 1411 gesloten met het Verdrag van Ayton-Segovia.

## Monnik
Na de dood van zijn vrouw trok hij zich in 1423 terug in een klooster en werd hij karmeliet. Hij bracht zijn leven door met bidden en boetedoening. Hij stierf op Pasen.

## Heiligverklaring
Op 23 januari 1918 verklaarde paus Benedictus XV hem zalig. Hij wordt gevierd op 1 november en bij de Karmelietenorde op 1 april. In 1940 mislukte een heiligverklaring onder paus Pius XII, en pas op 26 april 2009 gebeurde dat werkelijk door paus Benedictus XVI.